# 催台青
催台青，又稱吹台青、本土化政策，為中華民國時任行政院副院長蔣經國自1971年後所推行的政策。:162政策主旨是起用臺灣籍青年菁英擔任政府要職。許多中國國民黨籍臺籍精英皆在此時受到提拔，如林洋港、邱創煥、李登輝、許水德、趙守博等人。

## 名稱由來
“催台青”（台青：臺灣省籍青年菁英）政策推行於民國60年代，由於國語發音與當時頗受歡迎的女星「崔苔菁」幾乎相同，因而流傳。:163。

## 推行
一般認為，蔣經國主導的「青年才俊」政策始於1971年。1971年10月，在中華民國退出聯合國三日後召開的國民黨第十屆臨中全會決議中，採用這個方針。12月，中常會決定了「人才獲得擴大方案」由被視為蔣經國的心腹的時任行政院青年輔導委員會主任暨中國青年反共救國團主任李煥負責執行。:162
在中華民國已快喪失聯合國代表時，蔣經國在10月初時計劃擢拔臺籍人士作為日後因應手段：
|                                 | 無論國際情勢如何變化，以本國利益計還是要很現實的尋求與美日之合作，在軍事上力求作戰自主化，我應有充分之反潛、反快艇與絕對之制空力量。三軍全力支持外島與海域之防衛，警總確保本省之治安與安全，使責有所歸。 在政治上——組織彈性化、人事均衡化，今後立法機構之產生應不拘泥於現有法律，並選擇適當之台籍人士任必要之職務。總之，確保民心之團結與安定實為當務之急。 在經濟上——產業革新化、貿易政治化，只有新技術才能生存發展。 |
| ——《蔣經國日記》，1971年10月1日 | |

:204

## 成果

### 行政院內閣本土化
蔣經國內閣仍以外省籍閣員為主，但與前幾屆內閣相比，本省籍閣員比例已明顯提升。
| 內閣           | 組閣年度            | 本省閣員比例 | 增減   |
| -------------- | ------------------- | ------------ | ------ |
| 俞鴻鈞內閣     | 民國43年 （1954年） | 5.3%         | ▲0.5%  |
| 第二次陳誠內閣 | 民國47年 （1958年） | 8.0%         | ▲2.7%  |
| 嚴家淦內閣     | 民國52年 （1963年） | 10.6%        | ▲2.6%  |
| 蔣經國內閣     | 民國61年 （1972年） | 30.0%        | ▲19.4% |

若林正丈在《戰後臺灣政治史》分析「然而，就算起用本省籍政治家。正如臺灣省主席及副總統等由「半山」擔任所示，仍然依照黨內資歷來進行。並且，行政院院長、財政部部長、國防部部長以及教育部部長等重要職位皆未啟用本省人。即使是蔣經國政權下，本省精英也僅止於從屬的地位而已。」:164-165

### 國民黨本土化及年輕化
「催台青」政策不僅在政府內推行，也在時任國民黨主席蔣經國領導的國民黨內推行。該政策推行後，許多本省籍青年知識分子被國民黨延攬、栽培，代表國民黨參與臺灣各縣市長、各縣市議會議員選舉，如許信良（獲國民黨獎學金，赴英國讀研究所，31歲當選臺灣省議員）、吳敦義（25歲當選臺北市議員，33歲當選南投縣縣長）、吳伯雄（28歲當選臺灣省議員，33歲當選桃園縣縣長）。

### 軍隊與本土化
在軍隊方面，如林泉忠的資料所示。中華民國國軍軍事幹部的「臺灣化」比其他部門要晚得多。直到1978年，蔣經國就任總統、獲得三軍統帥地位後，本省人啟用的速度才似乎稍有增加。即使如此，本省人首次就職最高軍職參謀總長。已經是蔣經國過世十年後:165；1999年2月，由客家人湯曜明上將出任。
| 年代      | 將官本省比例 | 校官本省比例 | 尉官本省比例 | 士官本省比例 |
| --------- | ------------ | ------------ | ------------ | ------------ |
| 1950年代  | 1.3%         | 9.6%         | 13.8%        | 52.8%        |
| 1965-78年 | 7.4%         | 18.8%        | 34.7%        | 68.4%        |
| 1978-88年 | 15.8%        | 32.6%        | 48.3%        | 78.7%        |

出處：

## 其他
- 「催台青」也被譏諷為“吹牛的臺灣青年”。當時黨外立法委員黄信介即曾評論在臺灣只有「吹台青」（吹牛的臺灣青年）才會成功；外省籍軍人只有高級官員的子女才有前途，其餘則是「擺家裡」（擺在家裡，與當時另一當紅女星白嘉莉北京話諧音）而無人照顧。[9]:66

- 2002年12月，「催台青」政策的受惠者、前總統兼國民黨主席李登輝公開評論蔣經國：「當年起用台籍人士，只是為了拉攏人心鞏固政權。」李登輝還說，他個人雖然獲得拔擢擔任政務委員，但是「從來沒有因此就被收買。」引起蔣經國庶子、時任國民黨籍立法委員章孝嚴提出反駁：「起用台籍的年輕人，有能力的人來參與政府的工作，這是收買？我覺得這個詞句用得太過份，這是對經國先生的不尊敬，也是對自己的不尊重。」[10]

## 代表人物
- 李登輝
- 林洋港
- 邱創煥
- 許水德
- 趙守博